# Фрикхёффер, Отто
Отто Фрикхёффер (нем. Otto Frickhoeffer; 29 марта 1892, Бад-Швальбах — 9 апреля 1968) — немецкий дирижёр.
Изучал медицину в Мюнхене и Гейдельберге, затем музыку во Франкфурте-на-Майне. С 1918 г. преподавал вокал в Берлине.
В 1933 г. Фрикхёффер принял участие в фестивале «Молодая Германия в музыке» (нем. Das junge Deutschland in der Musik) в Бад-Пирмонте, проводившемся нацистской организацией Союз борьбы за немецкую культуру (нем. Kampfbund für deutsche Kultur), и с этого момента его карьера резко пошла вверх. В 1934—1936 гг. он возглавлял Симфонический оркестр Берлинского радио, затем в 1937—1945 гг. Симфонический оркестр Франкфуртского радио.
Фрикхёфферу принадлежит ряд сочинений для органа, песни (в том числе на стихи Генриха Гейне и Рикарды Хух) и др.